# Porcellidium clavigerum
Porcellidium clavigerum är en kräftdjursart som beskrevs av Otto Pesta 1935. Porcellidium clavigerum ingår i släktet Porcellidium och familjen Porcellidiidae. Inga underarter finns listade i Catalogue of Life.